# Никольское (Акмолинская область)
Нико́льское (каз. Никольское) — село в Буландынском районе Акмолинской области Казахстана. Административный центр Никольского сельского округа. Код КАТО — 114045100. 

## География
Село расположено в юго-восточной части района, вдоль озера Жарлыколь, на расстоянии примерно 42 километров (по прямой) к югу от административного центра района — города Макинск.
Абсолютная высота — 373 метров над уровнем моря.
Климат холодно-умеренный, с хорошей влажностью. Среднегодовая температура воздуха отрицательная и составляет около -3,0°С. Среднемесячная температура воздуха в июле достигает +19,1°С. Среднемесячная температура января составляет около -15,3°С. Среднегодовое количество осадков составляет около 430 мм. Основная часть осадков выпадает в период с июня по август.
Ближайшие населённые пункты: село Ельтай — на северо-востоке, село Улытоган — на северо-западе, село Орнек — на юге.
Через село проходит железная дорога «Курорт Боровое — Астана», имеется станция «Ельтай». 
Проходит проселочная дорога, с выходами на автодорогу А-1 и на автодорогу областного значения КС-1 «Жалтыр — Макинск».

## История
Основано в 1890 году как переселенческий участок Джарлы-Куль Акмолинского уезда Акмолинской же области с нарезкой земли на 384 душевые доли из расчета по 15 десятин на мужскую душу. Сельское общество после заполнения переселенцами участка  образовано в этом же году и на сельском сходе названо Никольским. Деревянная церковь однопрестольная в честь святого и чудотворца Николая выстроена в 1896-1899 годах на средства общества и государственной казны . Служили при ней священнослужители Адрианов Павел Александрович и его сын Адрианов Георгий Павлович . В 1900 году открыта школа . На 1916 г. в селе имелось три бакалейных лавки и одна винная. В досоветское время с 1-го по 8-е ноября проводилась Михайловская ярмарка.

## Население
В 1893 году население села составляло 510 человек ( 277 мужчин и 233 женщины ).
В 1916 голу население села составляло 933 человека обоего пола.
В 1989 году население села составляло 3251 человек (из них русские — 48%, немцы — 24%).

В 1999 году население села составляло 2675 человек (1379 мужчин и 1296 женщин). По данным переписи 2009 года, в селе проживал 2051 человек (1028 мужчин и 1023 женщины).
| Численность населения | Численность населения | Численность населения |
| 1989                  | 1999                  | 2009                  |
| --------------------- | --------------------- | --------------------- |
| 3251                  | ↘2675                 | ↘2051                 |

## Инфраструктура
В селе функционируют:
- КГУ «Общеобразовательная школа №1 села Никольское» (121 учащихся);
- КГУ «Общеобразовательная школа №2 села Никольское» (97 учащихся);
- КГУ «Начальная школа села Никольское» школа закрыта
- Мини-центры при школах (при более 30 детей);
- Сельская библиотека;
- Врачебная амбулатория.

## Улицы[7]
- ул. Акан сери,
- ул. Горького,
- ул. Железнодорожная,
- ул. Зелёная,
- ул. Комсомольская,
- ул. Ленина,
- ул. Мира,
- ул. Мичурина,
- ул. Молодёжная,
- ул. МЧС,
- ул. Озёрная,
- ул. Островского,
- ул. Павленко,
- ул. Пионерская,
- ул. Советская,
- ул. Степная,
- ул. Толе би,
- ул. Целинная,
- ул. Чапаева,
- ул. Школьная.